# Plopșoru
Plopșoru è un comune della Romania di 6978 abitanti, ubicato nel distretto di Gorj, nella regione storica dell'Oltenia.
Il comune è formato dall'unione di 11 villaggi: Broșteni, Broștenii de Sus, Ceplea, Cursaru, Deleni, Izvoarele, Olari, Piscuri, Plopșoru, Sărdănești, Văleni.